# 西克拉默山

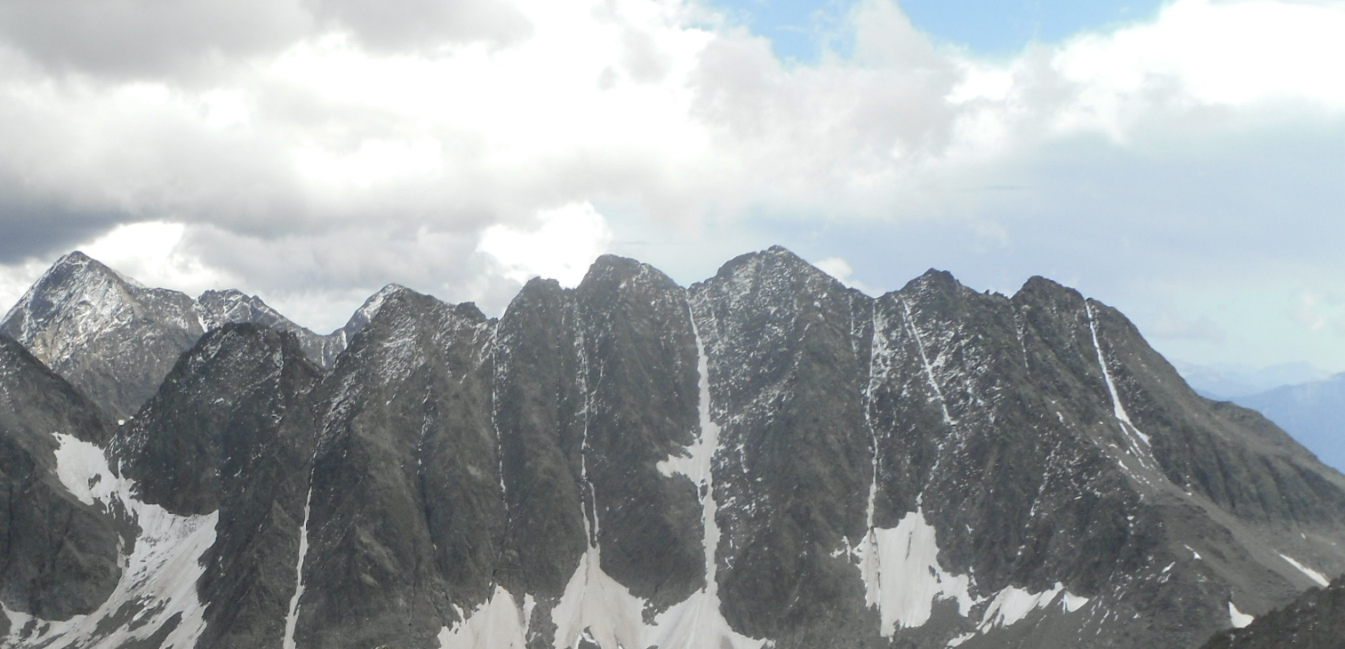

46°57′31″N 12°45′35″E / 46.958550°N 12.759657°E
西克拉默山（德語：Westlicher Klammerkopf），是奧地利的山峰，位於該國南部，處於克恩頓州和蒂羅爾州接壤的邊界，屬於舍貝爾山脈的一部分，西面是大格洛克納山麓卡爾斯，海拔高度3,126米。